# Ngorongoro
Ngorongoro er et 8.292 km² stort naturbeskyttelsesområde i Tanzania. Reservatet ligger i en højde på mellem 1.020 og 3.587 moh. og grænser direkte til Serengeti nationalpark i nordvest. Naturreservat er beliggende i den nordlige del af landet, 200 km. vest for Kilimanjaro og ca. halvvejs mellem Afrikas østkyst og Victoriasøen. Det grænser op til naturreservatet Serengeti og udgør krater-højlandet med verdens største ubrudte, ikke-oversvømmede caldera. Reservatet omfatter Ngorongoro-krateret, Olmoti-krateret, Oldonyo Lengai-krateret og Empakaai-krateret, samt dyrelivet og menneskene (omkring 52.000 masaier og deres bebyggelser), som lever i beskyttelsesområde.
I området findes udgravningsområderne Olduvai og Laetoli, hvor Homo habilis opdagedes. Området kaldes derfor ofte for menneskehedens vugge. Man har bl.a. fundet 3,6 mio. år gamle menneskelignende fodspor.
Der er en meget tæt bestand af gnuer, zebraer, gazeller, sorte næsehorn, vortesvin, flodheste, løver, leoparder, bavianer, bøfler og elefanter i området, hvilket bidrager til omfattende safariturisme. Der findes desuden omkring 350 forskellige fuglearter i området.
Det var en større økologisk undersøgelse af Serengeti nationalpark, som i 1959 førte til oprettelsen af naaturreservatet omkring Ngorongoro-krateret. Det var et pionerprojekt, hvor traditionelt husdyrhold, dyreliv og turisme skulle sameksistere. Området hørte tidligere under Serengeti nationalpark, men blev udskilt som et selvstændigt naturreservat, som i 1979 blev optaget på UNESCOs liste over verdensarven.